# おとぼけ課長
『おとぼけ課長』（おとぼけかちょう）は、植田まさしによる日本の4コマ漫画作品。『まんがタイム』（芳文社）1981年3月号から2017年6月号まで連載された。2017年7月号からは、7年後を舞台にした『おとぼけ部長代理』として連載している。2008年4月時点で累計発行部数は300万部を突破している。
商社の営業課長（のちに部長代理）である「おとぼけパパ」を主人公に、『かりあげクン』テイストのサラリーマン世界と『コボちゃん』テイストのホーム4コマの両方を描く。
『まんがタイム』2022年9月号より2023年4月号まで傑作選『おとぼけセレクション』を連載していたが、2023年5月号より『おとぼけ部長代理』の連載が再開されている。

## あらすじ
とある商社の中間管理職であるおとぼけまさおが職場内や家庭内での出来事をコミカルに描いた作品。

## 登場キャラクター
おとぼけまさお
本作の主人公。都内商社「芳文商事」の営業課長（『おとぼけ課長』）→営業部長代理（『おとぼけ部長代理』）を務める（平成29年6月7日付で昇進）。作中「定年まであと12年」との発言がある。
おとぼけ家の長で、安普請の一戸建て住宅（借家）に妻と娘・息子と住んでいる。かなりどん臭い上に天然を匂わせる行動や常識知らずな面がよくあり、自身に起因しないトラブルで何かととばっちりを受けることも多い。
家庭では一家の長として父権の復活を主張するが、現実は妻に家政の実権を握られている。一方、会社でも部下に出前をさせられることもあるなど、睨みが利いていないところがある。なお、派閥の長からはどこに転ぶか分からないため「ラグビーボール」と言われている。反面、額に痣が出来るほど鉢巻きを締め上げ、徹夜で会社の重要書類の作成に当たる等、努力家の一面もある。
かなりの酒好きで、よく飲みに出かけるが、終電に乗りそびれるなど酒に伴う失敗も多い。このことで妻はいつも頭を痛ませている。また、趣味は競馬、釣り、ゴルフなど多彩だが、どれも大した実力はなく、金銭面などから妻に睨まれる時もある。
口髭をたくわえているが、これは鼻の下にある鼻糞と間違われるほど大きなホクロを隠すためである。しかし、この設定はいつの間にかなくなった。ただ、この髭が似合っているか否かは彼にとってはかなり重要な命題のようで、実際旅行中暇潰しにそのことを考えたのをきっかけに、結局家に帰るまで旅行そっちのけでずっとそのことを考え続けていた。なお、誤って剃ってしまっても３日で生えそろう。
大きな犬が苦手で、会社の上司とおぼしき家を訪問したときに飼い犬のジョンにいつも噛み付かれている（ジョンの死後は飼い猫の爪の餌食となった）ほか、近所の人が飼っている犬や野良犬を極度に怖がる。ただし自宅の飼い犬シロだけは平気。
寒さが特に厳しい夜に傘を取った電気スタンドを布団の中に入れ暖を取ったことがある。その際、白熱電球の熱で引火し火災や大火傷を負う可能性があるため、「まねしないでください」と注意書きされている。
モデルおよび名前の由来は『まんがタイム』創刊にあたり連載と表紙を依頼に来た、同誌初代編集長の古島當夫（ふるしま まさお）。
驚いた時の口癖は「ピエー」。
おとぼけママ
おとぼけパパの妻。パパの奇妙な行動を冷ややかな目で見ている。かなり執念深く、パパから受けた仕打ちには必ずといっていいほど報復する。しかし、おとぼけパパからはかなり愛されている。ちなみに二人は見合い結婚である。
また、おとぼけパパと共に変わった行動を取ることがある他、陶芸やエアロビクスなどおとぼけパパと同じく趣味も多い。
単行本23巻で元OLだったことが明らかとなった（お茶くみを要求するパパに対し、OL時代の制服を着てお茶を出した）。
単行本24巻現在、バストは80、ヒップは95である。なお、昔はバスト84、ヒップ90で「8490」としてパパのカードの暗証番号になっていた。
モデルは作者の妻。
おとぼけこずえ
おとぼけ家の長女。小学5年生（『おとぼけ課長』）→高校3年生（『おとぼけ部長代理』）。おとぼけママと同じく勝気で無表情だが、おとぼけママ以上にクールな一面を持つ。しかし、「パパのような人と結婚したい」とパパを喜ばせるような発言をすることもある。
かなりのインテリで成績も良い。だが、やはり子供っぽい面もある。『おとぼけ部長代理』では、年相応に化粧する描写もある。
おとぼけひろし
おとぼけ家の長男。小学2年生（『おとぼけ課長』）→中学3年生（『おとぼけ部長代理』）。姉とは違い学校の成績は良くなく、スポーツ好きだが決して上手ではない（野球や剣道が多い）。かなりのいたずら好きで、よくパパはその犠牲になっている。一方、パパの心無い言動で傷つくこともある。
薄毛の人に「どこからどこまでがおでこなの?」と聞くような無邪気な発言で相手の気分を害してしまい、両親から叱られることも少なくない（ママにげんこつを落とされたこともある）。しかし、「生涯1回（パパが死んだ時）だけ泣く事を許して欲しい」、「（飢餓に苦しむ）アフリカがかわいそう」と言いパパを感動させるようなこともある。
シロ
おとぼけ家の飼い犬。基本的に従順な普通の犬で、一家の変な行動に巻き込まれたり犬の本能で迷惑をかける時もある。
一応、杭と鎖でつながれているが杭が緩いらしく、抜いて遊びに行ったり家の下を別荘代わりにしていたりしている。
杭を掘り返して逃げようとしたり、散歩の際綱に放尿して綱を持てなくしたり、さらに犬の散歩禁止の公園に入ろうとしないなど、知能はかなり高い様子である。
『おとぼけ部長代理』では老犬の域になり、外飼いから室内飼いになった。
猫（名前不明）
初期にのみ登場、ノミ取りの際に誤って乳首をつねられて悲鳴を上げている

## 備考
- 単行本以外に、コンビニなどで総集編『特盛おとぼけ課長』が不定期で発売されている。
- この作品は毎号表紙の中心に描かれるなど雑誌の看板作品として扱われており、『まんがタイム』の連載作品をまとめた廉価版も「まんがタイム おとぼけ課長と○○（オールスター等）」というタイトルで発売される。

- 『まんがタイム』創刊30周年号となる2011年6月号において、インタビュー、作品に関するクイズ、他作家によるトリビュートなどの企画が組まれた。
- 単行本24巻には「おとぼけ一家の未来予想図」として30年後のおとぼけ家をネタにした漫画が掲載されている。
  - パパは部長、重役、社長となることなく定年退職した。髭は白くなり、髪も一部白く染まっている。
  - こずえはパパの会社の部下と結婚した。はるかという一人娘がいるが、彼女はおとぼけママそっくりである。
  - ひろしは髭がないだけでパパと瓜二つになっている。ひとみとたかしという子供がいるが、二人はこずえとひろしそのままである。
  - 飼い犬のシロはすでに亡くなっている。その命日にはおとぼけ一家が集合している。ただし亡くなったシロとそっくりの「シロ」という名の犬が飼われている。
- 連載終了後の翌月発行の『まんがタイム』2017年7月号より、本作の7年後を舞台とした続編の『おとぼけ部長代理』がスタート。
- 本篇家族の先祖という設定で『おとぼけ親分』というスピンオフが、同社の別誌で掲載されたことがある。おとぼけパパによれば「岡っ引きで侠客だったらしいが、あまり名のある存在では無く、どちらかといえば職業（？）の面を除けばわりと平凡な一般庶民だった」らしい。
- 連載されていた『まんがタイム』で「アドリブ大賞」（読者がセリフを考えて参加する企画）の担当をしていた。タイム本体では「おとぼけ課長」、オリジナルでは「わらびちゃん」であった（わらびちゃん自体の本編漫画は存在せず、アドリブ大賞専用漫画だった）。ほかにオリジナルで「まんが英会話」が掲載されていた（こちらは本編のオリジナル・英訳両方が掲載）。